# Jardí d'Aclimatació de La Orotava
El Jardí d'Aclimatació de La Orotava, també anomenat Jardí Botànic, o normalment com El Botànic, és un Jardí botànic situat en el Puerto de la Cruz a l'illa canària de Tenerife (Espanya). El nom de Jardí d'Aclimatació de La Orotava prové perquè antigament el Puerto de la Cruz pertanyia al municipi de La Orotava i era conegut com a Port de La Orotava, conservant-se el nom original, la qual cosa a vegades porta a confusió la seva situació.

## Història

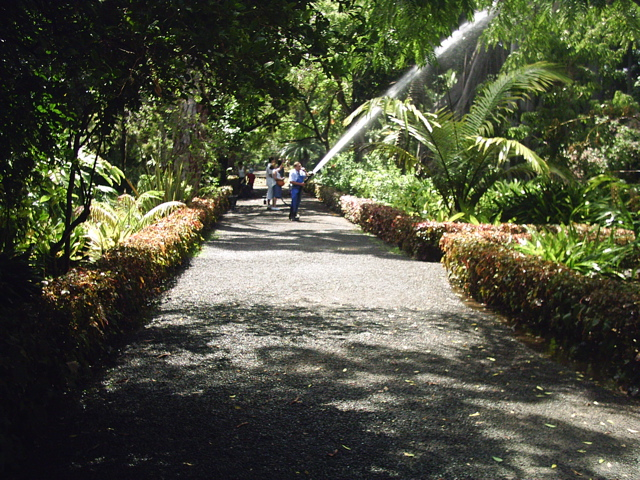
Un dels passeigs del Botànic.

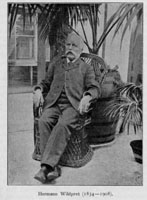
Hermann Wildpret, jardiner mayor en el Botànic de (1860 a 1893).

El Jardí d'Aclimatació té els seus orígens en una ordre de fundació del 17 d'agost de 1788, per part del rei il·lustrat i absolut Carles III d'Espanya de 17 d'agost de 1788.
Els científics recol·lectors en les colònies espanyoles del Nou Món van reunir plantes exòtiques en aquest jardí, i després d'un període d'aclimatació, posteriorment traslladar-les als seus jardins reals de Madrid i Aranjuez. L'intent d'adaptació no va funcionar per les condicions climàtiques diverses entre Tenerife i Madrid.
El Jardí d'Aclimatació de La Orotava, era doncs, després del Real Jardí Botànic de Madrid, que també poc abans va ser fundat per ordre del rei Carles III, el segon jardí botànic d'Espanya.
Encara que el rei Carles III d'Espanya va morir en 1788, uns pocs mesos després del decret de la fundació, el seu successor Carles IV d'Espanya també era favorable amb el projecte. Així en 1790 van començar els treballs segons plànols de l'arquitecte Diego Nicholas Eduardo que va disposar zones de sembra de formes geomètriques, acabat el treball de disseny en 1791. I les primeres 35 plàntules es van sembrar en 1792.
Des del principi es va encomanar el jardí al marquès de Villanueva del Prado, que va morir el 1831 havent-hi invertit 40.000 duros. El seu successor no era amant dels jardins, i va decidir posar-lo a disposició d'una societat econòmica. Es va dotar als responsables d'un sou i es va debatre la possibilitat de traslladar-lo, que mai es va fer efectiva.
El 1850 es va llogar, però el llogater el va abandonar. El 1855 es va fer una inversió per intentar recuperar el que s'havia perdut durant els anys d'abandonament i per això el 1856 es va nomenar un director i personal.
Des del 1988 es va parlar de triplicar la seva superfície en terrenys propers, en total uns 40.000 metres quadrats. A principis de la dècada del 1990 es va construir un mur de tancament. El 1999 van començar unes obres d'ampliació. El 2009 l'edifici de l'ampliació estava pràcticament acabat. Això no obstant, el 2019 es van anunciar 300.000 euros més d'inversió per acabar les obres, sense data de finalització concreta.